# 幸せ追求バラエティ 金曜日の聞きたい女たち
『幸せ追求バラエティ 金曜日の聞きたい女たち』（しあわせついきゅうバラエティ きんようびのききたいおんなたち）は、2016年4月22日から同年8月26日にフジテレビ系列にて放送されていたトーク番組・バラエティ番組である。全15回。過去2回『イケてる男と聞きたい女』（イケてるおとことききたいおんな）のタイトルで特番として放送された。

## 概要
女性ゲストが様々な職業・世代の「イケてる男」ゲストに本音を追求する。
過去2回『イケてる男と聞きたい女』のタイトルで特番として放送され、2016年4月22日からは『幸せ追求バラエティ 金曜日の聞きたい女たち』に改題の上、金曜19時台でレギュラー放送を開始した。初回は2時間スペシャル（19:00 - 20:54）。なお、田中みな実は前番組『巷のリアルTV カミングアウト!』より続投となる。
2016年8月26日の放送を以って終了となった。

## 出演

### MC
- おぎやはぎ
  - 矢作兼
  - 小木博明

### 進行
- 田中みな実（レギュラー版）[2]

### レギュラー
聞きたい女（レギュラー版）
- 大久保佳代子[2]
- いとうあさこ[2]
- 小島瑠璃子[2]

## ネット局
| 放送対象地域   | 放送局                    | 系列           | 放送日時           | 遅れ       | 脚注   |
| -------------- | ------------------------- | -------------- | ------------------ | ---------- | ------ |
| 関東広域圏     | フジテレビ（CX）          | フジテレビ系列 | 金曜 19:00 - 19:57 | 同時ネット | 制作局 |
| 北海道         | 北海道文化放送（uhb）     | フジテレビ系列 | 金曜 19:00 - 19:57 | 同時ネット |        |
| 岩手県         | 岩手めんこいテレビ（mit） | フジテレビ系列 | 金曜 19:00 - 19:57 | 同時ネット |        |
| 宮城県         | 仙台放送（OX）            | フジテレビ系列 | 金曜 19:00 - 19:57 | 同時ネット | [ 4 ]  |
| 秋田県         | 秋田テレビ（AKT）         | フジテレビ系列 | 金曜 19:00 - 19:57 | 同時ネット |        |
| 山形県         | さくらんぼテレビ（SAY）   | フジテレビ系列 | 金曜 19:00 - 19:57 | 同時ネット |        |
| 福島県         | 福島テレビ（FTV）         | フジテレビ系列 | 金曜 19:00 - 19:57 | 同時ネット |        |
| 新潟県         | 新潟総合テレビ（NST）     | フジテレビ系列 | 金曜 19:00 - 19:57 | 同時ネット |        |
| 静岡県         | テレビ静岡（SUT）         | フジテレビ系列 | 金曜 19:00 - 19:57 | 同時ネット |        |
| 富山県         | 富山テレビ（BBT）         | フジテレビ系列 | 金曜 19:00 - 19:57 | 同時ネット | [ 5 ]  |
| 石川県         | 石川テレビ（ITC）         | フジテレビ系列 | 金曜 19:00 - 19:57 | 同時ネット |        |
| 中京広域圏     | 東海テレビ（THK）         | フジテレビ系列 | 金曜 19:00 - 19:57 | 同時ネット |        |
| 島根県・鳥取県 | 山陰中央テレビ（TSK）     | フジテレビ系列 | 金曜 19:00 - 19:57 | 同時ネット |        |
| 広島県         | テレビ新広島（tss）       | フジテレビ系列 | 金曜 19:00 - 19:57 | 同時ネット |        |
| 愛媛県         | テレビ愛媛（EBC）         | フジテレビ系列 | 金曜 19:00 - 19:57 | 同時ネット |        |
| 高知県         | 高知さんさんテレビ（KSS） | フジテレビ系列 | 金曜 19:00 - 19:57 | 同時ネット |        |
| 佐賀県         | サガテレビ（STS）         | フジテレビ系列 | 金曜 19:00 - 19:57 | 同時ネット |        |
| 長崎県         | テレビ長崎（KTN）         | フジテレビ系列 | 金曜 19:00 - 19:57 | 同時ネット |        |
| 熊本県         | テレビ熊本（TKU）         | フジテレビ系列 | 金曜 19:00 - 19:57 | 同時ネット |        |
| 鹿児島県       | 鹿児島テレビ（KTS）       | フジテレビ系列 | 金曜 19:00 - 19:57 | 同時ネット |        |
| 岡山県･香川県  | 岡山放送（OHK）           | フジテレビ系列 | 土曜 15:00 - 16:00 | 遅れネット | [ 6 ]  |

- 近畿広域圏の関西テレビでは、2016年5月6日放送分が、同年8月30日19:57 - 20:54で放送された。
- 前番組まで同時ネットで放送していたテレビ大分は関西テレビの番組の同時ネットに切り替えたため、当番組より不定期放送となった。
- あくまで全編ローカルセールス枠の番組であるため、通常時は同時ネットの局であっても、一部ネット局では週によっては自主編成を行う場合があった。その場合は他日に振替放送するか臨時非ネットとしていた。
- 2時間SP放送時は、20時台がネットワークセールス枠のため、通常時の非ネット・遅れネット局（通常時のネット局であっても当日自主編成への差し替えを行った場合を含む。）・不定期ネット局では19:57からの短縮版を放送していた。

## 主なスタッフ

### レギュラー版
- 企画：東園基臣
- 構成：鮫肌文殊、山田美保子、松田敬三、本松エリ、天野敏宏、渡邊勇穂、高橋秀一、宮平高広
- TM：中市友
- TD・SW：菊池謙
- CAM：伴野匡
- VE：藤尾美之
- AUD：澤津橋武志
- PA：溝口賢蔵、水野愛里香
- 照明：上瀧洋之、高木一成
- TK：安富弘江
- 音効：樋口謙
- CG：奥田真也
- タイトル：今野さと子
- 美術プロデューサー：橋本昌和
- 美術進行：三上貴子
- デザイン：斎田崇史
- 大道具製作：内海靖之
- 大道具操作：島田秀樹
- アクリル：松本健、稲垣雄二
- 電飾：石井誠
- 生花装飾：西村怜子
- 編集：國井美智
- MA：渡邊優久
- スタイリスト：柴崎篤
- 技術：共同テレビジョン、ニユーテレス
- 技術協力：フジアール、fmt、サンフォニックス、メディアハウスサウンドデザイン、IMAGICA、Style-0
- リサーチ：石井千鶴、山下翠
- 広報：高橋慶哉
- AD：中島義天、仲田和史、吉村直暢、二宮啓、平山泰生、綿貫智彦、湯浅遼、斉藤佑樹、有馬奈生
- AP：中沢香織、斉藤恵実、野田まな、橋本瑞枝
- ディレクター：本間和美、大川剛史、峰尾圭一、大坂倫代、岸宏美、木畑直記、中山建治、神田真一、伊豫直哉、長久保彰宏、松尾宗之
- 演出：大喜多高志、赤平卓
- プロデューサー：田本紀子、新村幸三郎、渡辺舞
- 総合演出：後藤美和
- チーフプロデューサー：藤代賢二
- 制作協力：NET WEB、Orange.、D:COMPLEX、nosco
- 制作著作：フジテレビ

### パイロット版
第2回（2015年12月25日放送）
- 企画：東園基臣
- ナレーター：佐藤賢治
- 構成：松田敬三、高橋秀一、本松エリ、渡邊勇穂、宮平高広
- TD／SW：菊池謙
- CAM：伴野匡
- VE：藤尾美之
- AUD：澤津橋武志
- PA：白鳥慎一郎
- 照明：上瀧洋之
- TK：安富弘江
- 音効：樋口謙、有木岳人
- タイトル：今野さと子
- CG：奥田真也
- 美術プロデューサー：橋本昌和
- デザイン：斎田崇史
- 大道具製作：内海靖之
- 大道具操作：島田秀樹
- アクリル：松本健
- 電飾：石井誠
- 生花装飾：西村怜子
- 編集：國井美智、黒田昌志
- MA：阿部雄太
- メイク：久保田裕子
- スタイリスト：柴崎篤
- スタジオ技術：共同テレビジョン
- ロケ技術：ニユーテレス
- 技術協力：フジアール、サンフォニックス、fmt、メディアハウスサウンドデザイン、IMAGICA、Style-0
- リサーチ：高森雄幸、山下翠、吉田真理子
- 広報：高橋慶哉
- AD：仲田和史、濱崎秀徳、吉村直暢、宜保博也、田島大輔
- AP：中沢香織
- ディレクター：大坂倫代、渡辺恭三、大川剛史、佐藤裕司、杉浦佐和子、中山健治
- プロデューサー：舘寿永（ネットウエブ）
- 演出：後藤美和（ハイスタンダード）、藤代賢二（ネットウエブ）
- 総合演出：立浪仁志（ハイスタンダード）
- 制作協力：Hi-STANDARD、NET WEB
- 制作著作：フジテレビ